# Campionati italiani di duathlon sprint del 2018
I Campionati italiani di duathlon sprint del 2018 (XI edizione) sono stati organizzati dalla Federazione Italiana Triathlon e si sono tenuti a Caorle il 24 febbraio 2018.
Tra gli uomini ha vinto Diego Luca Boraschi (Torrino-B4S), mentre la gara femminile è andata a Beatrice Mallozzi (Fiamme Azzurre).

## Risultati

### Élite uomini
| Pos. | Atleta              | Società sportiva        | Corsa    | Bici     | Corsa    | Totale   |
| ---- | ------------------- | ----------------------- | -------- | -------- | -------- | -------- |
|      | Diego Luca Boraschi | Torrino-B4S             | 00:15:29 | 00:31:24 | 00:08:10 | 00:56:17 |
|      | Andrea Secchiero    | Fiamme Oro              | 00:15:26 | 00:31:25 | 00:08:16 | 00:56:22 |
|      | Marco Corrà         | Project Ultraman Le     | 00:15:30 | 00:31:26 | 00:08:20 | 00:56:24 |
| 4    | Giulio Soldati      | T.D. Rimini             | 00:15:30 | 00:31:29 | 00:08:21 | 00:56:27 |
| 5    | Nicola Azzano       | The Hurricane           | 00:15:30 | 00:31:22 | 00:08:29 | 00:56:32 |
| 6    | Valerio Patanè      | Pro Patria Milano       | 00:15:44 | 00:30:53 | 00:08:31 | 00:56:34 |
| 7    | Jakob Sosniok       | Läufer Club Bozen       | 00:15:54 | 00:30:58 | 00:08:33 | 00:56:37 |
| 8    | Tommaso Crivellaro  | Pro Patria Milano       | 00:15:29 | 00:31:25 | 00:08:44 | 00:56:49 |
| 9    | Davide Ingrillì     | Raschiani Tri Pavese    | 00:15:49 | 00:31:03 | 00:08:44 | 00:56:50 |
| 10   | Andrea Mason        | Silca Ultralite         | 00:15:36 | 00:31:19 | 00:08:52 | 00:56:57 |
| 11   | Michele Sarzilla    | Raschiani Tri Pavese    | 00:15:31 | 00:31:25 | 00:08:48 | 00:56:58 |
| 12   | Valerio Cattabriga  | Minerva Roma            | 00:15:55 | 00:31:00 | 00:08:59 | 00:57:08 |
| 13   | Mattia Camporesi    | T.D. Rimini             | 00:15:32 | 00:31:10 | 00:09:09 | 00:57:18 |
| 14   | Emanuele Aru        | Villacidro Triathlon    | 00:16:14 | 00:30:25 | 00:09:16 | 00:57:23 |
| 15   | Luca Filipponi      | Carabinieri             | 00:15:31 | 00:31:27 | 00:09:19 | 00:57:27 |
| 16   | Federico Spinazzè   | Silca Ultralite         | 00:15:53 | 00:30:58 | 00:09:22 | 00:57:28 |
| 17   | Nicolò Ragazzo      | PPRTeam                 | 00:15:36 | 00:31:23 | 00:09:22 | 00:57:30 |
| 18   | Leonardo Geretto    | Cuneo1198 Triteam       | 00:15:53 | 00:31:04 | 00:09:23 | 00:57:30 |
| 19   | Nicolò Strada       | Triathlon Team Riccione | 00:15:53 | 00:30:59 | 00:09:34 | 00:57:41 |
| 20   | Stefano Intagliata  | Torino Triathlon        | 00:15:53 | 00:31:58 | 00:08:41 | 00:57:46 |

### Élite donne
| Pos. | Atleta                   | Società sportiva        | Corsa    | Bici     | Corsa    | Totale   |
| ---- | ------------------------ | ----------------------- | -------- | -------- | -------- | -------- |
|      | Beatrice Mallozzi        | Fiamme Azzurre          | 00:17:49 | 00:35:27 | 00:09:20 | 01:03:25 |
|      | Sara Papais              | T.D. Rimini             | 00:17:50 | 00:35:29 | 00:09:22 | 01:03:28 |
|      | Federica Parodi          | T.D. Rimini             | 00:17:50 | 00:35:27 | 00:09:23 | 01:03:30 |
| 4    | Costanza Arpinelli       | Minerva Roma            | 00:17:50 | 00:35:28 | 00:09:22 | 01:03:34 |
| 5    | Marta Bernardi           | Tri Evolution           | 00:17:50 | 00:35:44 | 00:09:56 | 01:04:33 |
| 6    | Verena Steinhauser       | Project Ultraman Le     | 00:17:50 | 00:35:26 | 00:10:58 | 01:05:03 |
| 7    | Carlotta Maria Missaglia | Triathlon Novara        | 00:18:21 | 00:36:15 | 00:09:36 | 01:05:10 |
| 8    | Tania Molinari           | Piacenza Tri Vittorino  | 00:18:19 | 00:36:20 | 00:09:48 | 01:05:21 |
| 9    | Elisa Marcon             | The Hurricane           | 00:18:42 | 00:35:56 | 00:10:14 | 01:05:48 |
| 10   | Carlotta Bonacina        | Raschiani Tri Pavese    | 00:18:43 | 00:36:00 | 00:10:25 | 01:06:02 |
| 11   | Asia Mercatelli          | Triathlon Team Riccione | 00:18:43 | 00:35:57 | 00:10:34 | 01:06:12 |
| 12   | Eleonora Peroncini       | CUS Parma               | 00:19:16 | 00:35:22 | 00:10:46 | 01:06:31 |
| 13   | Federica Cernigliaro     | Magma Team              | 00:18:41 | 00:37:12 | 00:10:09 | 01:07:06 |
| 14   | Fulvia Caterini          | Minerva Roma            | 00:19:49 | 00:36:10 | 00:10:27 | 01:07:22 |
| 15   | Bianca Seregni           | Raschiani Tri Pavese    | 00:18:43 | 00:37:20 | 00:10:14 | 01:07:24 |
| 16   | Marta Menditto           | Sai Frecce Bianche      | 00:19:16 | 00:36:41 | 00:10:34 | 01:07:27 |
| 17   | Alice Capone             | Raschiani Tri Pavese    | 00:18:42 | 00:37:19 | 00:10:42 | 01:07:42 |
| 18   | Sara Moretti             | T.D. Rimini             | 00:19:51 | 00:36:03 | 00:10:54 | 01:07:44 |
| 19   | Sharon Spimi             | Triathlon Team Riccione | 00:19:50 | 00:36:05 | 00:10:52 | 01:07:51 |
| 20   | Cecilia D'Aniello        | T.D. Rimini             | 00:19:51 | 00:36:07 | 00:11:11 | 01:08:07 |